# Panyabrangan
Panyabrangan is een bestuurslaag in het regentschap Serang van de provincie Banten, Indonesië. Panyabrangan telt 5556 inwoners (volkstelling 2010).